# Clemente Canepari
Clemente Canepari (Pieve Porto Morone, província de Pavia, 11 de novembre de 1886 - San Colombano al Lambro, 13 de setembre de 1966) va ser un ciclista italià que fou professional entre 1906 i 1927.
En el seu palmarès destaca el Giro de l'Emília de 1911 i, sobretot, una victòria d'etapa al Giro d'Itàlia de 1913. Canepari guanyà l'etapa en solitari després d'una escapada en solitari de 238 km, rècord encara vigent al Giro.

## Palmarès
- 1906
  - 1r al Gran Premi Castel San Giovanni
- 1909
  - 1r al Giro de la Província de Pavia
  - 1r al Gran Premi Castel San Giovanni
- 1911
  - 1r al Giro de l'Emília
- 1913
  - Vencedor d'una etapa al Giro d'Itàlia

### Resultats al Giro d'Itàlia
- 1909. 4t de la classificació general
- 1910. 7è de la classificació general
- 1913. 12è de la classificació general. Vencedor d'una etapa
- 1914. 4t de la classificació general
- 1919. 4t de la classificació general
- 1921. 8è de la classificació general
- 1923. 35è de la classificació general

### Resultats al Tour de França
- 1908. 12è de la classificació general
- 1909. Abandona (3a etapa)
- 1913. 13è de la classificació general